# Museo Casa Ibáñez
El Museo Casa Ibáñez es un museo de arte contemporáneo ubicado en el municipio de Olula del Río (Almería). Fue inaugurado el día 24 de noviembre de 2004. Las construcciones se realizaron entre 1996 y 2004 por Andrés García Ibáñez y el mayor exponente en el museo. Contiene una de las mayores colecciones de arte moderno de Andalucía, ya que contiene más de 1.200 obras de arte que destacan artistas como: Joaquín Sorolla, Pablo Picasso, Francisco Goya, entre otros.
El museo está conformado por 16 salas de exposiciones, de las cuales, 14 son para exposiciones permanentes y dos dedicadas para exposiciones temporales que se organizan durante el año. 